# Hymenogaster
Hymenogaster és un gènere de fongs agaricals de la família de les himenogastràcies (Hymenogastraceae). El gènere té una distribució àmplia, sobretot a les regions temperades, i conté unes 100 espècies. L'any 2011 es va revisar la taxonomia de les espècies europees i es van reconèixer dotze espècies, per a les quals es va presentar una clau d'identificació.

## Espècies
La següent és una llista incompleta d'espècies.
- Hymenogaster arenarius
- Hymenogaster citrinus
- Hymenogaster griseus
- Hymenogaster hessei
- Hymenogaster luteus
- Hymenogaster muticus
- Hymenogaster nanus
- Hymenogaster olivaceus
- Hymenogaster parksii
- Hymenogaster rehsteineri
- Hymenogaster subalpinus
- Hymenogaster sulcatus
- Hymenogaster tener
- Hymenogaster thwaitesii
- Hymenogaster vulgaris

Aquestes espècies europees van ser acceptades per Stielow et al. el 2011:
- Hymenogaster arenarius
- Hymenogaster bulliardii
- Hymenogaster citrinus
- Hymenogaster griseus
- Hymenogaster huthii
- Hymenogaster intermedius
- Hymenogaster luteus
- Hymenogaster megasporus
- Hymenogaster niveus
- Hymenogaster rehsteineri
- Hymenogaster tener
- Hymenogaster thwaitesii